# Dajingpo
Dajingpo (kinesiska: 大井坡, 大井坡乡) är en socken i Kina. Den ligger i den autonoma regionen Inre Mongoliet, i den norra delen av landet, omkring 110 kilometer norr om regionhuvudstaden Hohhot.
Genomsnittlig årsnederbörd är 456 millimeter. Den regnigaste månaden är juli, med i genomsnitt 120 mm nederbörd, och den torraste är januari, med 3 mm nederbörd.